# قطعنامه ۱۱۰۴ شورای امنیت
قطعنامه ۱۱۰۴ شورای امنیت سازمان ملل متحد که در تاریخ ۰۸ آوریل ۱۹۹۷ تصویب شد، سندی بین‌المللی دربارهٔ دادگاه یوگسلاوی سابق است. این قطعنامه طی نشست ۳۷۶۳ام با ۱۵ رای موافق، ۰ مخالف و ۰ ممتنع تصویب شد.